# Драган Бубић
Драган Бубић (Стружец, код Кутине, 1911 — Масловаре, код Котор Вароши, 24. септембар 1941) био је учесник Априлског рата и Народноослободилачке борбе и народни херој Југославије.

## Биографија
Рођен је 1911. године у селу Стружец код Кутине. Одрастао је у Масловарима код Котор Вароши у породици сиромашног рудара. Ту је завршио основну школу и почео учити собосликарски занат.
Због слабог материјалног стања, морао је да прекине школовање и запослио се као радник у електричној централи рудника Масловаре, где је радио до 1939. године. Као симпатизер Комунистичке партије, отпуштен је с посла. Запослио се у Железари у Зеници. Међутим, када су стигли полицијски подаци о њему, Среско начелство дало је налог да се стави у притвор. После неколико дана био је пуштен на слободу, али је поново остао без посла. Ново запослење је нашао као ложач у руднику Копаоник, где је остао до марта 1941. године, када се добровољно јавио у војску да би учествовао у одбрани Југославије.
Рат га је затекао на бугарској граници, у једној пешадијској јединици. Пао је у заробљеништво, али је успео да побегне. Немци су га поново ухватили у Добоју и отпремили у заробљенички логор у Теслићу, из којег је после неколико дана поново побегао. Вратио се у Масловаре. Пошто је био познат као симпатизер Комунистичке партије, морао је да се скрива од усташа.
После избијања оружаног устанка, отишао је, августа 1941. године, у партизане, где је с мањом групом бораца формирао Борјанску чету, која је за кратко време бројала око 120 бораца. Због своје активности, као и за заслуге у првим данима устанка, примљен је истог месеца за члана КПЈ. Као командир Борјанске чете, истакао се у низу акција које је она извела у августу и почетком септембра 1941. године.
Погинуо је 24. септембра 1941. године, у нападу на усташку постају у Масловарима. Његов задатак је био да још с једним другом изненади усташе бомбама. У томе су успели, али је његов друг рањен. Док је извлачио свог друга, стигло је појачање усташама, па је чета морала да се повуче. Драган Бубић је у покушају да спасе рањеног друга био смртно погођен митраљеским рафалом.
Указом председника Федеративне Народне Републике Југославије Јосипа Броза Тита, 27. новембра 1953. године, проглашен је за народног хероја.